# 里奇蘭鎮區 (密蘇里州摩根縣)
里奇蘭鎮區（英語：Richland Township）是位於美國密蘇里州摩根縣的一個行政鎮區。

## 地方資料
里奇蘭鎮區的面積為201.96平方千米，當中陸地面積為201.86平方千米，而水域面積為0.10平方千米。根據2020年美國人口普查的數據，當地共有人口1041人，而人口密度為每平方千米5.15人。